# Kazuhisa Kawahara
Kazuhisa Kawahara (jap. 河原 和寿 Kawahara Kazuhisa; ur. 29 stycznia 1987) – japoński piłkarz. Obecnie występuje w Ehime FC.

## Kariera klubowa
Od 2005 roku występował w klubach Albirex Niigata, Tochigi SC, Oita Trinita i Ehime FC.

## Kariera reprezentacyjna
W 2007 roku Kazuhisa Kawahara zagrał na Mistrzostwach Świata U-20.